# Aeolochroma bakeri
Aeolochroma bakeri là một loài bướm đêm trong họ Geometridae.